# Medicago strasseri
Medicago strasseri är en ärtväxtart som beskrevs av Werner Rodolfo Greuter och Al. Medicago strasseri ingår i släktet luserner, och familjen ärtväxter. IUCN kategoriserar arten globalt som nära hotad. Inga underarter finns listade i Catalogue of Life.